# Agência da Casa Imperial
A Agência da Casa Imperial (宮内庁, kunaichō) é um órgão governamental do Japão, responsável por questões do Estado relativas à família imperial japonesa. Antes da Segunda Guerra Mundial, era chamada de Ministério da Casa Imperial.
Possui cerca de 1.500 funcionários.

## Funções
A Agência é responsável por controlar a agenda diária dos membros da família imperial, como visitas ao exterior e a eventos públicos, e tomar as providências e os arranjos de saúde e segurança destes.
Também faz parte de seu papel manter a sucessão ao Trono do Crisântemo.
Turistas que desejam fazer uma visita ao Kyoto Gosho ou à Vila Imperial de Katsura devem primeiramente se registrar em visitas guiadas pela Agência, que cuida da administração das várias residências imperiais espalhadas pelo país. 

### Críticas
A Agência tem sido freqüentemente criticada na imprensa por ser muito conservadora e exigente quanto ao protocolo imperial. Não permite, por exemplo, que os membros da Família Imperial tenham conta bancária ou uma linha telefônica, insistindo em costumes arcaicos. 
A Princesa Masako, esposa do príncipe-herdeiro Naruhito, sofreu por anos pressão da Agência para dar à luz um filho homem. Ela e Naruhito tiveram uma filha, Aiko, depois de oito anos de casamento. Como conseqüência, ela foi diagnosticada com depressão e estresse, parando de exercer a maioria de seus deveres como princesa e isolando-se do público. Atualmente, segue em tratamento médico e recupera-se lentamente.
A vida da Princesa dentro do palácio e sua relação com a Agência já inspirou a criação de um livro, intitulado "Princess Masako: Prisoner of the Chrysanthemum Throne", cuja publicação não foi autorizada no Japão por "conter afirmações desprovidas de fundamento".